# Gula Studion
Gula Studion är en inspelningsstudio som ligger i Malmö vars huvudsakliga verksamhet är musikinspelning för utgivning på skiva.
Den startades 1999 som en stickling från Tambourine Studios av Marco Manieri, David Carlsson, Jens Lindgård, Petter Lindgård och Sebastian Borg. Inom kort utvecklades Gula i en egen riktning och kopplingen till Tambourine är numera endast av historiskt värde. Välrenommerade producenten Tore Johansson är dock en flitig användare av Gula Studion. Ett stort antal artister har spelat in och mixat hela eller delar av sin skivor i Gula, ett axplock är:
- Franz Ferdinand
- Marit Bergman
- The Cardigans
- Suede
- The Ark
- Superheroes
- Doktor Kosmos
- The Mopeds
- Hell on Wheels
- The Mo, Bonnie Pink
- David & the Citizens
- Kristian Anttila
- Miss Universum
- Miriam Aida
- OK Go
- Junior Senior
- The Animal Five
- Martha Wainwright
- Nicole Atkins
- Wild Beasts
- Phileas